# Blessed Be (The 69 Eyes)
Blessed Be è il quinto album della band gothic rock finlandese dei The 69 Eyes. Nel 2001 è stata pubblicata un'edizione da collezione contenente anche i video di alcuni singoli.

## Tracce
1. Framed in Blood – 3:45
2. Gothic Girl – 4:22
3. The Chair (feat. Ville Valo) – 4:09
4. Brandon Lee – 3:28
5. Velvet Touch – 4:28
6. Sleeping With Lions – 3:44
7. Angel on My Shoulder (feat. Ville Valo) – 3:55
8. Stolen Season – 4:33
9. Wages of Sin – 4:08
10. Graveland – 5:06
11. 30 – 2:59

Tracce bonus dell'edizione da collezione
1. Heaven/Hell – 3:42
2. Brandon Lee (Radio Mix) – 3:11
3. The Chair (Club Mix) – 8:20
4. Gothic Girl (Videoclip) – 3:45
5. Brandon Lee (Videoclip) – 3:30
6. The Chair (Videoclip) – 4:10

## Formazione
- Jyrki 69 - voce
- Bazie - chitarra
- Timo-Timo - chitarra
- Archzie - basso
- Jussi 69 - batteria